# البرتشافن
البرتشافن (به آلمانی: Albertshofen) یک شهر در آلمان است که در بایرن واقع شده‌است.

## خصوصیات
البرتشافن ۳٫۸۰ کیلومترمربع مساحت دارد ۱۸۵-۲۱۵ متر بالاتر از سطح دریا واقع شده‌است.